# 嗜鳥血蜱
嗜鳥血蜱（学名：Haemaphysalis ornithophila）为硬蜱科血蜱屬下的一个种。